# Prvi razred
La Prvi razred (in lingua italiana Prima classe), in cirillico Први разред, fu la massima divisione delle varie sottofederazioni (podsaveze) in cui era diviso il sistema calcistico del Regno dei Serbi, Croati e Sloveni prima (1920-1929) e del Regno di Jugoslavia poi (1929-1941).
Le vincenti accedevano direttamente al Državno prvenstvo (campionato nazionale) nei primi anni, ed alle qualificazioni negli anni successivi (quando aumentò il numero delle sottofederazioni), per designare la squadra campione del Regno. Quindi la prvi razred fu la massima divisione jugoslava dal 1920 al 1922, allo stesso livello del campionato nazionale dal 1923 al 1931, ed una specie di seconda divisione dal 1932 al 1941.
Non era previsto un vincitore finale, solo nel 1937 tutte le vincitrici delle 14 sottofederazioni si sfidarono per 1 posto-promozione ed a prevalere fu lo Jedinstvo Belgrado.
I tornei delle sottofederazioni vennero interrotti il 6 aprile 1941, quando le potenze dell'Asse cominciarono l'invasione della Jugoslavia. Il 17 i balcanici si arresero ed il Regno di Jugoslavia venne smembrato fra i paesi vincitori (Germania, Italia, Ungheria e Bulgaria) e nacque anche lo Stato Indipendente di Croazia (comprendente Croazia e Bosnia). La suddivisione geografica delle sottofederazioni venne a decadere e dopo la fine della seconda guerra mondiale non fu più ripristinata.

## Sottofederazioni
Le sottofederazioni nacquero in esecuzione delle decisioni della Prima Assemblea Regolare della federazione jugoslava, tenutasi nell'autunno del 1919 a Zagabria, sulla divisione della Jugoslavia calcistica in quattro centri calcistici (Belgrado, Zagabria, Lubiana e Sarajevo).
Solitamente il format era quello del girone unico (chiamato prvi razred) per le squadre che avevano la sede nelle città capoluogo delle sottofederazione, girone unico collegato attraverso promozioni e retrocessioni con le classi (in croato "razreda") inferiori. Le compagini situate fuori dai capoluoghi, molto meno competitive e in difficoltà negli spostamenti, venivano divise in župe (parrocchie) e gareggiavano attraverso la formula dell'eliminazione diretta, per diminuire il numero ed i costi delle trasferte. Le vincitrici delle varie župe si sfidavano per il titolo di campione provinciale.

Spesso veniva disputata la finale fra i vincitori della 1. razred e quelli delle province, vittoria quasi sempre appannaggio dei primi.
| Città           | Sottofederazione                   | Note                                                              |
| --------------- | ---------------------------------- | ----------------------------------------------------------------- |
| Zagabria        | Zagrebački nogometni podsavez      | La prima sottofederazione, fondata nel settembre 1919.            |
| Belgrado        | Beogradski loptački podsavez       | Una delle prime 4 sottofederazioni, fondata nel marzo 1920.       |
| Lubiana         | Ljubljanski nogometni podsavez     | Una delle prime 4 sottofederazioni, fondata nell'aprile 1920.     |
| Sarajevo        | Sarajevski nogometni podsavez      | Una delle prime 4 sottofederazioni, fondata nella primavera 1920. |
| Spalato         | Splitski nogometni podsavez        | Staccatasi da quella di Zagabria nel marzo 1920.                  |
| Subotica        | Subotički nogometni podsavez       | Staccatasi da quella di Zagabria nell'ottobre 1920.               |
| Osijek          | Osječki nogometni podsavez         | Staccatasi da quella di Zagabria nel marzo 1924.                  |
| Skopje          | Skopski loptački podsavez          | Staccatasi da quella di Belgrado nel dicembre 1927.               |
| Novi Sad        | Novosadski loptački podsavez       | Staccatasi da quella di Belgrado nell'aprile 1930.                |
| Veliki Bečkerek | Velikobečkerečki loptački podsavez | Staccatasi da quella di Belgrado nel maggio 1930.                 |
| Cettigne        | Cetinjski nogometni podsavez       | Staccatasi da quella di Spalato nel marzo 1931.                   |
| Niš             | Niški loptački podsavez            | Staccatasi da quella di Belgrado nel marzo 1931.                  |
| Kragujevac      | Kragujevački loptački podsavez     | Staccatasi da quella di Belgrado nel aprile 1932.                 |
| Banja Luka      | Banjalučki nogometni podsavez      | Staccatasi da quella di Zagabria nel marzo 1933.                  |
| Sussak          | Sušački nogometni podsavez         | Staccatasi da quella di Zagabria nel febbraio 1940.               |

## Edizioni
| Stagione | Sottofederazioni all'esordio                    | Note |
| -------- | ----------------------------------------------- | --- |
| 1920     | Zagabria, Belgrado, Lubiana, Sarajevo e Spalato | Državno prvenstvo non disputato |
| 1920-21  | Subotica                                        | Državno prvenstvo non disputato |
| 1921-22  | —                                               | Državno prvenstvo non disputato |
| 1922-23  | —                                               | Le 6 vincitrici si qualificano al Državno prvenstvo 1923 |
| 1923-24  | Osijek                                          | Le 7 vincitrici si qualificano al Državno prvenstvo 1924 |
| 1924-25  | —                                               | Le 7 vincitrici si qualificano al Državno prvenstvo 1925 |
| 1925-26  | —                                               | Le 7 vincitrici si qualificano al Državno prvenstvo 1926 |
| 1926-27  | —                                               | Le vincitrici di Zagabria, Belgrado e Spalato accedono direttamente al Državno prvenstvo 1927 6 seconde classificate disputano gli spareggi per 3 posti |
| 1927-28  | Skopje                                          | Le vincitrici di Zagabria, Belgrado e Spalato accedono direttamente al Državno prvenstvo 1928 6 seconde classificate disputano gli spareggi per 3 posti |
| 1928-29  | —                                               | Le 8 vincitrici, più le seconde di Zagabria e Belgrado, disputano gli spareggi per 5 posti nel Državno prvenstvo 1929 |
| 1929-30  | —                                               | Delle 8 vincitrici, le migliori 2 del Državno prvenstvo 1929 si qualificano direttamente al Državno prvenstvo 1930 Le altre 6 (più le seconde di Zagabria e Belgrado) si sfidano per 4 posti nel Državno prvenstvo 1930 |
| 1930-31  | Novi Sad e Veliki Bečkerek                      | I campionati delle sottofederazioni iniziano a settembre 1930, ma – a tornei in corso – la JNS decide di cambiare formula: le squadre principali disputano le qualificazioni (21 compagini per 6 posti) per il Državno prvenstvo 1930-31, mentre le rimanenti continuano senza di loro. |
| 1931-32  | Niš                                             | Le migliori squadre delle 11 sottofederazioni accedono alle qualificazioni per il Državno prvenstvo 1931-32 |
| 1932-33  | Kragujevac                                      | I campionati delle sottofederazioni iniziano a settembre 1932, ma – a tornei in corso – la JNS decide di cambiare formula: 11 squadre (3 ciascuna dalle sottofederazioni di Zagabria e Belgrado, più 1 ciascuna da quelle di Spalato, Lubiana, Sarajevo, Osijek e Novi Sad) passano direttamente al Državno prvenstvo 1932-33. Le squadre rimaste nelle sottofederazioni continuano senza di loro. |
| 1933-34  | Banja Luka e Cettigne                           | Le formazioni più prestigiose disputano gli spareggi per il Državno prvenstvo 1934-1935. Le squadre rimaste nelle sottofederazioni continuano senza di loro. |
| 1934-35  | —                                               | Le vincenti delle 14 sottofederazioni accedono agli qualificazioni al Campionato nazionale 1935-36. Ma nella riunione della JNS del 15 dicembre 1935, queste qualificazioni vengono dichiarate nulle e viene organizzato un nuovo format per il torneo. |
| 1935-36  | —                                               | Le vincitrici delle 14 sottofederazioni accedono al Državno prvenstvo 1935-36. |
| 1936-37  | —                                               | Le vincitrici delle 14 sottofederazioni si sfidano per un posto nel Državno prvenstvo 1937-38. |
| 1937-38  | —                                               | Le vincitrici delle 14 sottofederazioni si sfidano per tre posti nel Državno prvenstvo 1938-39. |
| 1938-39  | —                                               | Le vincitrici delle 14 sottofederazioni si sfidano per 2 posti nel Državno prvenstvo 1939-40. |
| 1939-40  | Sussak                                          | Le compagini di Slovenia, Croazia e Serbia disputano tre competizioni separate. |
| 1940-41  | —                                               | Campionato interrotto: il 6 aprile 1941 le potenze dell'Asse cominciano l'invasione della Jugoslavia. |